# Fapt
Cuvântul fapt definește orice este adevărat și care poate fi dovedit cu dovezi. Testul obișnuit pentru afirmația (sau declararea) unui fapt este verificabilitatea, adică dacă poate fi demonstrat a fi corect, corespunzând experienței. Faptele științifice pot fi demonstrate prin observații și măsurători repetate, prin experimente și/sau prin alte metode. În limbajul curent, un fapt este o întâmplare sau împrejurare reală, lucru petrecut în realitate.

## Etimologie și utilizare
Cuvântul fapt provine, în anumite limbi europene, din cuvântul din latină factum, însemnând ceva care s-a întâmplat cu adevărat sau ceva despre care se știe că este adevărat.
Utilizarea cuvântului fapt este uneori sinonimă cu utilizarea cuvântului adevăr, complet diferită de utilizarea cuvintelor opinie, părere, gust, impresie. Fapt indică, de asemenea, ceva aflat în cursul discutării despre care se presupune că este corect, adevărat sau pentru a argumenta un punct de vedere.

## În filozofie
În filozofie, conceptul de fapt este utilizat în special în epistemologie și ontologie. Întrebările legate de obiectivitate și adevăr sunt strâns conectate cu întrebările referitoare la fapte.
Un „fapt” poate fi definit ca fiind asociat cu o „stare a problemelor” (numită și state of affairs).

## În știință
În știință, prin fapt se înțelege orice proprietate, acțiune sau interacțiune, care este măsurabilă și repetabilă, care mai este denumită și dovadă empirică. Faptele sunt absolut esențiale la imaginarea, construirea și realizarea teoriilor științifice. Diferite forme de observare și măsurare conduc la întrebări fundamentale despre corectitudinea metodelor științifice precum și la scopul și validitatea filozofiei științei.

## Alte articole
- Fapt brut
- De facto
- Factoid
- Istorie contrafactuală
- Minciună
- Realitate consentuală